# Acanalonia inclinata
Acanalonia inclinata är en insektsart som beskrevs av Melichar 1901. Acanalonia inclinata ingår i släktet Acanalonia och familjen Acanaloniidae. Inga underarter finns listade i Catalogue of Life.